# Spectre (vulnerabilitat)
Spectre va ser el nom donat a una vulnerabilitat de maquinari que afectava a processadors amb execució especulativa que permetia a un procés maliciós accedir al contingut de memòria d'un altre procés. Es va anunciar al sistema Common Vulnerabilities and Exposures amb els identificadors CVE-2017-5753 i CVE-2017-5715.

## Vulnerabilitat
Spectre és una vulnerabilitat que força a d'altres programes dins un mateix sistema operatiu a accedir a posicions arbitràries del seu espai de memòria.
L'article original descriu un conjunt de potencials vulnerabilitats enlloc d'una tècnica concreta. Es basen en explotar els efecte secundaris de l'execució especulativa, una tècnica de millorar la latència d'accés a la memòria i millorar la velocitat d'execució en els processadors moderns. En particular, Spectre se centra en la predicció de salts, que és part de l'execució especulativa. A diferència de la vulnerabilitat Meltdown anunciada alhora, Spectre no es basa en una característica d'un processador o família de processadors particular, si no que és més general. Es pot veure l'atac Meltdown com un cas particular i senzill d'implementar d'Spectre.

## Història
La vulnerabilitat es va descobrir de forma independent per investigadors del projecte de Google Project Zero i per investigadors de la Universitat Tecnològica de Graz.
Els investigadors van enviar informació de la vulnerabilitat a Intel abans de fer-la pública, però filtracions van fer que l'embargo pactat s'avancés del 9 al 3 de gener de 2018. L'embargo va fer que es publiquessin simultàniament les actualitzacions de software necessàries alhora que s'anunciava l'existència de la vulnerabilitat, ja que els principals fabricants de hardware i de sistemes operatius van ser informats pels descobridors a inicis de juny del mateix any.
Investigadors del Microsoft Vulnerability Research van informar que la vulnerabilitat també es donava en els motors de Javascript dels navegadors.

## Impacte
Tots els ordinadors fins a l'any 2018 estan afectats per Spectre, ja siguin ordinadors de sobretaula, portàtils o fins i tot telèfons intel·ligents, ja que s'ha confirmat la vulnerabilitat en processadors d'Intel, AMD i ARM.
El gener de 2018 s'havia pogut explotar la vulnerabilitat entre programes de l'espai d'usuari, però sembla que es podrà millorar l'atac. Encara que és més difícil d'explotar que Meltdown, és molt més complicat defensar-se d'Spectre donada la seva generalitat. L'article original dels investigadors suggereix que potser caldrà canviar certs aspectes de l'arquitectura dels processadors per corregir completament el problema.
A més, Spectre pot afectar encara més greument als proveïdors de serveis al núvol donat que no pas Meltdown. Meltdown pot permetre a un atacant accedir de forma no autoritzada a dades d'un altre procés en el mateix servidor, Spectre pot permetre a un programa maliciós a induir a un hipervisor a proporcionar dades dels seus hostes.

## Actualitzacions
Com que Spectre és més un nou tipus de vulnerabilitat que no pas un error concret, desenvolupar una protecció genèrica pot ser molt complex.
No obstant això, s'han publicat diverses tècniques per protegir ordinadors personals d'aquesta vulnerabilitat.
Com que la vulnerabilitat permetia explotar-la usant el Javascript incrustat en pàgina web, els equips de desenvolupament de navegadors van publicar actualitzacions per solucionar-ho. La versió 64 de Chrome ja incloïa mètodes per mitigar l'abast i es va publicar el procediment per activar-ho als usuaris de la versió 63. En quan al navegador Firefox, a la versió 57 es va reduir la resolució dels timers de Javascript per prevenir atacs, i està previst afegir altres tècniques per abordar el problema. A més, es pot prevenir l'execució de codi maliciós desactivant l'execució de JavaScript (per exemple amb l'extensió NoScript).
El 4 de gener de 2018, Google va publicar al seu blog sobre seguretat una nova tècnica anomenada "Retpoline" que pot resoldre la vulnerabilitat amb un sobrecost negligible. Implica canvis en els compiladors per que no es generi codi que pugui contenir l'execució especulativa fora d'ordre que provoca la vulnerabilitat. Mentre s'estava desenvolupant per la família x86, l'equip creu que la tècnica es pot aplicar a d'altres famílies de processadors.
També es va suggerir que el cost de mitigar la vulnerabilitat es podia disminuir en els processadors que tinguessin la funció de buidar la TLB de forma selectiva, anomenada "process context identifier (PCID) a l'arquitectura Intel 64 o "address space number" (ASN) a l'arquitectura Alpha. Amb aquest buidatge selectiu es pot aïllar entre diferents processos la funció de la TLB, característica principal per on sorgeix la vulnerabilitat i sense haver de buidar la TLB sencera -que provoca la gran penalització en rendiment.